# 宮内洋
宮内 洋（みやうち ひろし、1947年〈昭和22年〉6月14日 - ）は、日本の俳優。本名は同じ。丹波プロダクション、東映俳優センターを経て、オフィス28に移籍後、現在はUコーポレーションに所属。
東京都杉並区出身。日本大学商学部経営学科卒業。

## 人物
既婚で、息子が一人。息子は東京都中野区でバーを経営している。
特技は、空手（三段）、柔道（初段）、剣道（三級）、乗馬、スキューバダイビング。俳優の京本政樹との対談の中で「剣道だけが級止まりで浮いている。段をとっておけばよかったと後悔している」と述べている。
ファンサービスにも熱心であり、子供からのファンレターに対しては平仮名を用い、子供にも読めるよう字を崩さずに書くことを心掛けている。
「特撮ヒーロー番組とは子供達に正義の心を教える教育番組に外ならない」とのポリシーを示しており、「愛と、勇気と、正義と、希望。そういったものを与えるのがヒーローであります」と、今もなお一貫してヒーローの美学を説き続けている。
宮内自身が主演をつとめた4本の作品について均等に思い入れがあり、京本政樹の「これまでの中で一番思い入れのある作品は」という質問に対して「全部です」と答えている。
2012年4月9日に行われた映画のイベント（『秘密戦隊ゴレンジャー』で共演した誠直也とのトークイベント）で、2008年に閉塞性動脈硬化症で体内に人工血管を入れる大手術を受けていたことを明かしている。手術は8時間におよび、処置が遅ければ生命の危険もあったとのこと。この手術について、バラエティ番組のインタビューで「人造人間になってしまったかな」と答えている。

## エピソード

### 『仮面ライダーV3』
出演経緯
『仮面ライダーV3』への出演はオーディションではなく、関係者によりリストアップされた候補者の中から内定し、面接が行われた。『キイハンター』の裏磐梯でのロケ時に、制作スタッフから『V3』のことを知らされぬまま、毎日放送の東京支社へ向かうよう指示される。面接だと知らぬまま待っていたため、関係者にふてぶてしい態度をとっていたが、それが豪胆なように見られ、逆に気に入られた。アクションができるか？バイクに乗れるか？と聞かれ、その場でも『V3』の話はでず、翌日、福島へ戻ってから「次の仮面ライダーに決定」と連絡をもらった。師匠の丹波哲郎に相談したところ、「スーツアクターのオファーが来た」と勘違いされた。
演技について
出演が決定してからビデオデッキを購入して、初代『仮面ライダー』を録画して撮影前の演技プランを立てていたが、何本か見たら…「勝った!!」と思っていた。その理由を「“アクションの神様”である千葉真一さんから教えを受けた私なら、変身前のアクションシーンをもっと盛り上げられる」と思ったからである。「身体の動かし方」「カメラからの見え方」などを教わった経験で、変身前のアクションシーンを増やしてもらうよう、スタッフに依頼していた。千葉から学んだことを活かし、“アクション俳優”として普通の役者にはできないようなシーンに挑戦したいという気持ちや、役者をやっている以上、1分1秒でも長く映っていたいという理由もあった。『仮面ライダーV3』やその他の特撮作品では必ず手袋を着用している理由として、スタントで怪我をするのを防ぐためであるが、これは千葉のアイデアを取り入れたものであるという。千葉が離陸するセスナ 172に飛びつくスタントを『キイハンター』でしているが、宮内洋ものちに同じアクションをこなしている。
前作の1号2号が唸るように声を出しているのに対し、V3は差別化を図るべく叫ぶにしたとこと。『V3』後半では変身時の掛け声が「変身、ブイスリー!!」から、対カニレーザー戦より「変身、ブイスリャー!!」に変わるが、これは本人が「その方が（イ段の音より、ア段の音の方が）エコーが綺麗だから」と意識して変えたものだそうである。変身時以外のセリフでは「ブイスリー」を貫いている。
アクションについて積極的に意見を出しており、その場で思いついたアイデアも多かったという。『仮面ライダー』では素面とスーツの割合が4：6であったものを『V3』では7：3に逆転させている。バイクで転倒する1カットを狙うためだけに強引に頼み込んで九十九里浜でロケを行ったこともあった。のちの仮面ライダーシリーズにゲスト出演したとき（『仮面ライダーストロンガー』第35話など）、バイクを走らせながら「変身ポーズ」をし、ロープウェーから両手のみでぶら下がるスタントもこなしている。打ち合わせにも必ず参加しており、脚本でV3が台詞をいう場面を風見志郎の台詞に変えるよう要望を出している。
後年の活動
後続の作品への客演も多く、昭和仮面ライダーシリーズの作品では最多出演である。
このように、初めて演じた特撮ヒーローである仮面ライダーV3・風見志郎役には強い思い入れを持っており、「風見志郎は俺以外にはやらせない」と、近年『仮面ライダー THE FIRST』の書籍で語っている。
『仮面ライダー THE FIRST』では、亡き小林昭二の跡を継ぎ、宮内洋は1シーンのみだがおやっさん（立花藤兵衛）役を演じており、役が発表されたおり「当時から憧れた藤兵衛の役ができてとてもうれしい」とインタビューで語った。

### スーパー戦隊シリーズ
1975年から1977年にNET系で放送された『秘密戦隊ゴレンジャー』出演のオファーを受けた際、宮内洋はアオが脇役と勘違いし当初は断っていたが、原作者石森の「アカレンジャー = 宮本武蔵、アオレンジャー = 佐々木小次郎、というスタンス」との説得でようやく受諾した。オファーの時点でレギュラーを3本抱えていたため、撮影は週に1日程度しか参加できず、アオレンジャーのアフレコのみという回が10本ほどある。
『ジャッカー電撃隊』では、テコ入れにより宮内洋が演じる番場壮吉 / ビッグワンが物語の中心となったが、本来の主演である丹波義隆は丹波哲郎の長男であり、宮内は主役を取ったようで気が引けたと述べている。また、宮内は当時『快傑ズバット』で主演を務めており、「隊長の役」と聞いて基地から司令を出す役なら撮影日数が少なくて済むと考えていたが、実際には変身する役だったため驚いたと語っている。衣装は宮内の意見で作られ、立ち回りで映えるようにジャケットの裏側を赤にしている。
『超力戦隊オーレンジャー』では、5人の司令官役としてレギュラー出演。演技に関しては『特警ウインスペクター』・『特救指令ソルブレイン』で演じた正木俊介とは衣装が変わったこと以外に特別な違いはなかったと述べている。撮影にて、夏期にメンバーで旅館に泊まっていたところ、さとう珠緒が「なんでこんなに暑いのに靴下をはいているんですか」と尋ねたところ、宮内は「もし子供がこんな格好を見ていたら格好悪いだろ。ヒーローは常に格好良くないといけない」と語り、さとうはその態度に感服したと語った。

### 『快傑ズバット』
宮内洋は当初『快傑ズバット』に乗り気でなかったと語られることがあるが、宮内本人は最初に企画を聞いた時に脚本ができていなかったため「本を見せてください」として保留にしたのが、プロデューサーの平山亨に「OKが出なかった」と伝わったのではないかと述べている。脚本を読んだ宮内は、自身にしかできないと思い快諾している。
撮影ではアドリブなどを自由にやることができ、宮内はズバットに変身せずすべて早川健でやりたかったと述べている。
オープニングなどで行っている肩をすくめたジェスチャーは『ゴレンジャー』出演当時、ハワイのKIKU-TV主催のショーに出演した際に、サイン会で地元の子供が肩をすくめる仕草をしていた姿がヒントになっている。
『快傑ズバット』は作品自体好評にもかかわらず玩具商品が売れなかったため、作品が打ち切りになってしまい、玩具メーカー主導の特撮番組の制作体制を嘆いている。
『快傑ズバット』LD最終巻には初回プレス分すべてにサインを記し、総集編『快傑ズバット メモリアル』では初回特典のトレーディングカードに1枚1枚直筆サインをしている。

### レスキューポリスシリーズ
『特警ウインスペクター』の正木俊介役は、師である丹波哲郎が『キイハンター』や『Gメン'75』で演じたようなボス役であるということで引き受けたが、丹波のように表に出ないのではなく変身しない役でも積極的にアクションを入れるよう要望している。変身しない役であるのも宮内からの条件であったといい、自身のそれまでとは違ったものを出したいという意図であった。正木の衣裳も宮内がデザインのアイデアを出している。
『特救指令ソルブレイン』に出演当時、「今まで4本の変身ヒーロー物に出演してきたのに、今も『ソルブレイン』のようなお子様番組に出演して、どうしてお子様番組ばかりに出演するのか」と訊かれることがあった。その意見に対して「お子様番組って何ですか？ 内容は子供に分かりやすく作っているかも知れないが、映像のプロが心血注いで作った作品をお子様番組と呼ぶのは心外だ」と反論している。

### 交友関係
石ノ森章太郎とは『仮面ライダーV3』が放送されるころには会っておらず、『ゴレンジャー』のオファー時に説得を受けたのが事実上の初対面だった。後年、石ノ森からV3の色紙を描いて贈呈すると言われていたが、石ノ森が死去したため実現しなかった。
“おやっさん”こと立花藤兵衛役を演じた小林昭二は、主役を張りつい調子に乗る宮内を叱ったり、アドバイスをするなど非常に面倒見がよく、宮内にとっては公私ともに「おやっさん」であった。
『仮面ライダーV3』はハワイでも放送されていたため、同じくハワイで放送されていた『人造人間キカイダー』主演の伴大介とはともにハワイのイベントに出演することが多い。
『ゴレンジャー』で共演した畠山麦は、自宅が近所にあり仲が良かった。『快傑ズバット』の第29話に畠山は悪役で出演しているが、出演依頼は宮内自身が行った。
歌手の水木一郎は、自身と宮内の性格は似ていると称しており、1度本気の喧嘩をした後に仲良くなった。『仮面ライダーV3』の主題歌「戦え! 仮面ライダーV3」のレコード収録で、テスト版を収録した水木が宮内の収録指導に当たったが、宮内の言葉遣いが悪いと水木は不快に感じたため、後日イベントの合間に宮内と水木は喧嘩となり互いの思いの丈をぶつけ合った。しかし直後に二人で大笑いとなり、その後は親友になったと水木は語っている。

### その他
『秘密戦隊ゴレンジャー』や『快傑ズバット』では、風見志郎 / 仮面ライダーV3役が別のヒーローになったと思われないように年齢設定を上げ、風見志郎では腰を落として相手に向かっていたところを新命明では怪人と対等な目線に立ち、番場壮吉や早川健では上に立った物言いで余裕を見せるなど、腰の高さ・目線・台詞回しなどを変えている。
ヒーロー役では白い手袋がトレードマークとなっている。
『仮面ライダー』で一文字隼人 / 仮面ライダー2号役を演じた佐々木剛は、宮内の日頃から自身を律し、ヒーローとしてのイメージを保ち続けている姿勢を評価している。
『仮面ライダーV3』の後番組である『仮面ライダーX』で主演を務めた速水亮は、「火薬の爆発」が苦手だったと語っており、自ら火薬の量を増やして派手なアクションを演じていた宮内について「変わってるよなぁ」と評している。
『仮面ライダー (スカイライダー)』にゲスト出演した際、爆発の中をオートバイで走り抜けるシーンを自ら演出し、主演の村上弘明には、アクションについて「どんどん自分で提案したほうがいい」とアドバイスを送った。
『オーレンジャー』で共演したさとう珠緒は、宮内とセットで撮影したときの昼食はメンバー全員で喫茶店のピラフを御馳走になり、演技について指導を受けたという。また、休日にメンバー5人が宮内の自宅に招かれ、餃子パーティーを開いたこともあったと述懐している。
特撮で有名になる以前からもレコードを出したこともあったが全く売れず、店頭で顔出しキャンペーンを行ってようやく数百枚売れるレベルだったため、非常に悲しかったと語っている。

## 出演

### テレビドラマ
- あゝ忠臣蔵（1969年、関西テレビ） - 間新六
- キイハンター 第92話「今年もよろしく世界殺人協会」 - 第262話「また逢う日までキイハンター」（1970年 - 1973年、TBS） - 壇俊介
- ゴールドアイ 第4話「逃亡者の子守唄」（1970年、日本テレビ） - ポール・グッドマン
- どっこい大作 第33話「殺し屋にパンを投げろ!」（1973年、NET）
- 仮面ライダーシリーズ（毎日放送） - 風見志郎 / 仮面ライダーV3
  - 仮面ライダーV3（1973年 - 1974年） - 主演
  - 仮面ライダーX（1974年）
    - 第27話「特集 5人ライダー勢ぞろい!!」
    - 第28話「見よ!Xライダーの大変身!!」
    - 第33話「恐怖!キングダークの復しゅう!!」
    - 第34話「恐怖の武器が三人ライダーを狙う!!」

  - 仮面ライダーストロンガー（1975年）
    - 第35話「帰って来た男!その名はV3!!」
    - 第37話「ライダー捕らわる!デルザー万才!!」
    - 第39話「さようなら!栄光の七人ライダー!」

  - 全員集合!7人の仮面ライダー!!（1976年）
  - 仮面ライダー (スカイライダー)（1979年 - 1980年）
    - 第23話「怪人ムササビ兄弟と2人のライダー」 ※声の出演のみ。
    - 第34話「危うしスカイライダー!やって来たぞ風見志郎!!」
    - 第35話「風見先輩!タコギャングはオレがやる!!」

  - 10号誕生!仮面ライダー全員集合!!（1984年）
- 助け人走る 第20話「邪恋大迷惑」 - 第36話「解散大始末」（1974年、朝日放送） - 島帰りの龍
- ヨイショ（1974年、TBS） - 江上久志
- 刑事くん 第3部・第4部（1974年 - 1976年、TBS） - 風間義勝 刑事
- スーパー戦隊シリーズ（NET→テレビ朝日）
  - 秘密戦隊ゴレンジャー（1975年 - 1977年） - 新命明 / アオレンジャー
  - ジャッカー電撃隊 第23話「白い鳥人!ビッグワン」 - 第35話「大勝利!さらばジャッカー」（1977年） - 番場壮吉 / ビッグ・ワン
  - 超力戦隊オーレンジャー（1995年 - 1996年） - 三浦参謀長
  - ナンバーワン戦隊ゴジュウジャー 第10話「イケイケドンドン！昭和が来た！」（2025年） - 早川健 / 快傑ズバット ※回想
- プレイガールQ（東京12ch）
  - 第12話「女の敵は女」（1974年） - 機動隊員
  - 第31話「札束と女とギャング」（1975年） - 海津
  - 第47話「抱いた札束裸で消えた」（1975年） - 塗装工※特別出演
- 鬼平犯科帳 第7話「あきれた奴」（1975年、NET） - 火盗改同心
- 喜びも悲しみも幾歳月 第5話、第6話（1975年、日本テレビ）
- 快傑ズバット（1977年、東京12ch） - 主演・早川健 / 快傑ズバット
- 暴れん坊将軍（テレビ朝日）
  - 吉宗評判記 暴れん坊将軍 第1話「春一番! 江戸の明星」 - 第87話「八百万石を狙う凶弾」（1978年 - 1979年） - 御庭番 藪田助八
  - 暴れん坊将軍II 第107話「蛸さま命! の女剣士」（1985年） - 林奉行・高林武一郎
  - 暴れん坊将軍・500回記念スペシャル 将軍琉球へ渡る、天下分け目の決闘!（1990年） - 薮田助八
  - 暴れん坊将軍IX 第31話「頑固爺いが一目惚れ! 襲われた蛇の目傘の女」（1999年） - 野沢織部
- スパイダーマン 第31話「明日なき子連れ刑事」、第39話「格闘技世界一大会」（1978年 - 1979年、東京12ch） - 立花剛
- 少女探偵スーパーW 第7話「郁恵、久美子の誘拐事件大捜査!」（1979年、TBS） - 鈴木
- 柳生一族の陰謀 第39話「さらば! 柳生」（1979年、関西テレビ） - 宮坂藤九郎
- Gメン'75 第227話「Gメン対香港の人食い虎」 - 第306話「サヨナラGメンの若き獅子たち!」（1979年10月6日 - 1981年4月18日、TBS） - 島谷和彦 刑事
- 時代劇スペシャル（フジテレビ）
  - 牢獄の花嫁（1981年） - 波越八弥
  - 紫頭巾 黄金の秘密（1982年） - 海老沢一八
  - 沖田総司 華麗なる暗殺者（1982年） - 宮部増実
  - 大江戸無頼・河内山宗俊（1982年） - 暗闇の丑松
  - 夕陽の用心棒（1983年）
  - 花隠密（1983年）
  - 松本清張の西海道談綺（1983年） - 向井平三郎
  - くの一忠臣蔵（1983年） - 海老沢八弥
- ドラマ・人間 / 新宿ラブホテル殺人事件（1981年、テレビ朝日）
- 土曜ワイド劇場（テレビ朝日）
  - 通り魔連続殺人 襲われた団地妻
  - 料理教室殺人事件 卵のトリック
  - 妻と愛人の決闘（1982年）
  - 3DKの通り魔 家庭教師が私を襲う（1982年）
  - 愛の妖精殺人事件 鮮やかなフィナーレ（1983年）
  - 森村誠一の魔少年（1985年）
  - 牟田刑事官事件ファイル 湯けむり伊豆半島・女たちの殺人スポーツツアー（1988年） - 小西行夫役
  - 整形復顔 女流デザイナー殺人事件（1988年） - 堀江宏一郎
  - 目撃証言を頼んだ女（1991年） - 石田洋介
  - 密会の宿8 男と女の殺人ドライブ（1993年） - 菊地和義
  - 過去をもって来た女（1993年） - 沢村誠
  - 炎の警備隊長・五十嵐杜夫6〜完全密室ビル美女殺人!（2007年） - 高萩社長
- 闇を斬れ 第21話「人肌人形一夜妻」（1981年、関西テレビ） - 道之介
- 幻之介世直し帖 第6話「はやぶさ助けた鬼同心」（1981年、日本テレビ）
- 影の軍団シリーズ（関西テレビ）
  - 影の軍団II 第11話「真夜中に上る死の煙」（1981年） - 村上主水
  - 影の軍団・幕末編 第34話「危険な男の恋文」（1985年） - 佐々木唯三郎
- 大河ドラマ / 峠の群像 第4話「大石初陣三十六歳」、第5話「内蔵助対内蔵助」（1982年、NHK） - 稲村義久
- 嫉妬（1982年、テレビ朝日）
- 遠山の金さん（テレビ朝日）
  - 第1シリーズ
    - 第12話「この男、鬼と呼ばれて七百十日」（1982年） - 長次
    - 第64話「怨霊屋敷・女のしのび泣き」（1983年）- 清吉
    - 第92話「南海の女・琉球より愛をこめて!」（1984年）- 具志顕尚真
    - 第128話「哀愁の女舞踏家お蝶の恋!」（1985年）- 由兵衛

  - 遠山の金さんII
    - 第8話「女渡世人・男勝りが玉に疵!」（1985年）- 矢吹真之介
    - 第40話「山陰・香住に生きる女絵師!」（1986年）- 佐川要
- 同心暁蘭之介 第36話「殺しの影」（1982年、フジテレビ）
- ザ・ハングマンシリーズ（朝日放送）
  - ザ・ハングマンII 第11話「ヤミの談合ナマ中継」（1982年） - 矢沢孝太郎
  - ザ・ハングマン4 第15話「恋人の体が新札偽造のいけにえにされる!」（1985年） - 小沢
  - ハングマンGOGO 第7話「罠に落ちて原宿宝石店襲撃!」（1987年） - 鳴海孝一
- メタルヒーローシリーズ（テレビ朝日）
  - 宇宙刑事ギャバン 第30話「ドンホラーの息子が魔空城に帰って来た」、第31話「天使の歌が聞こえる 人形にされた王女」（1982年） - 宇宙刑事アラン
  - 特警ウインスペクター（1990年 - 1991年） - 特警本部長 正木俊介
  - 特救指令ソルブレイン（1991年 - 1992年） - 特救本部長 正木俊介
  - 特捜エクシードラフト 第47話「正木リターンズ!」 - 第49話「さらば、特捜警察」（1993年） - 正木俊介 警視監
- 大江戸捜査網シリーズ（テレビ東京）
  - 大江戸捜査網
    - 第486話「尼僧乱れ肌 首なし死体の謎」（1983年） - 佐平
    - 第514話「母さんと呼んでいいかい?」（1983年） - おろちの蔵三
    - 第536話「隠密同心 暁に去る」（1984年） - 立花左馬介

  - 新・大江戸捜査網 第16話「父子星さすらい旅」（1984年） - 加賀爪兵庫
- 特捜最前線（テレビ朝日）
  - 第361話「疑惑 警察犬イカロスの誘拐!」、第362話「疑惑II 女捜査官の追跡!」（1984年） - 川浦一宏
  - 第437話「逆転推理・秋の花火のメッセージ!」（1985年） - 瀬川邦彦
- 流れ星佐吉 第10話「名裁き大逆転」（1984年、関西テレビ）
- 火曜サスペンス劇場（日本テレビ）
  - 見えない橋（1984年）
  - 観覧車は見ていた（1984年）
  - 真夜中の病室（1989年）
  - 殺人ダイアリー（1989年） - 川村俊夫
  - 結婚指輪（1990年）
  - 顔斬り（1990年）
  - 切り裂かれた絵（1992年）
  - 当番弁護士（1995年） - 常見警部
  - 歪んだ果実（1996年）
  - 当番弁護士2（1996年） - 鳥飼刑事
  - 事件記者（1999年） - 村松清治
- 長七郎江戸日記（日本テレビ）
  - 第1シリーズ
    - SP-2「長七郎立つ! 江戸城の対決」（1984年） - 沢村
    - SP-4「怨霊見参!長七郎、弟と対決」（1985年）黒崎弥五郎
    - 第69話「老盗の心意気」（1985年） - 金森甚内
    - SP-6「風雲! 旗本奴と町奴」（1986年） - 風見十蔵
    - 第118話「長七郎最後の対決」（1986年） - 上村玄次郎

  - 第2シリーズ SP-1「千姫有情、母ありき」（1988年） - 磯村
- 迷宮課刑事おみやさん 第6話「15年前のOLレイプ未遂事件が今日…!」（1985年、朝日放送） - 倉本トシユキ
- 忠臣蔵（1985年、日本テレビ） - 梶川与惣兵衛
- 徳川風雲録 御三家の野望（1986年、テレビ東京） - 天羽外記
- 真田太平記 第40話「戦雲再び」 〜 第42話「幸村散る」（1986年、NHK） - 毛利勝永
- 私鉄沿線97分署 第72話「ココは何処? ワタシは誰!?」（1986年、テレビ朝日）
- スケバン刑事II 少女鉄仮面伝説 第37話「黒バラ館の男・父上は生きていた!?」」 - 第40話「悲しみのサキ 総統、愛のために死す」（1986年、フジテレビ） - 早乙女七郎
- あぶない刑事 第11話「奇襲」（1986年、日本テレビ） - 鳴海治郎
- 西村京太郎サスペンス / 隣人愛 愛されて果てた（1986年、関西テレビ） - 三好
- 新撰組（1987年、テレビ朝日） - 斎藤一
- あきれた刑事 第10話「正体暴露」（1987年、日本テレビ） - 宮坂四郎
- 徳川家康（1988年、TBS） - 今川家臣
- NEWジャングル 第18話「どこかで聞いた声」（1988年、日本テレビ）
- 織田信長（1989年、TBS） - 長井隼人
- 続・三匹が斬る! 第18話「さらば三匹、今宵大江戸の露と消ゆ!?」（1989年、テレビ朝日） - 笠間藩主
- 鬼平犯科帳（フジテレビ）
  - 第1シリーズ 第6話「むっつり十蔵」（1989年） - 夜鳥の仙吉
  - 第2シリーズ 第17話「下段の剣」（1991年） - 不破の惣七
- はぐれ刑事純情派V 第3話「自己破産を望んだ女 カードの誘惑!」（1992年、テレビ朝日） - 柴田哲也
- 名奉行 遠山の金さん（テレビ朝日）
  - 第4シリーズ 第19話「穴蔵の謎 炎に消えた千両箱」（1992年） - 太助
  - 第5シリーズ（1993年）
    - 第5話「嫁と舅とお目付桜」 - 多治見市之丞
    - 第24話「馬と下郎と大福餅」 - 黒川伝十郎

  - 第6シリーズ（1994年）
    - 第20話「夫の情死を探る妻」 - むささびの三次
    - 第21話「情けが仇の美人局」 - 森平八郎
- 喧嘩屋右近 第2話「仲裁待ったなし」（1992年、テレビ東京） - 鏑木陣八郎
- プレイガール'92 黒真珠殺人事件（1992年、テレビ東京）
- 織田信長（1994年、テレビ東京） - 前田利家
- 水戸黄門（TBS）
  - 第23部 第19話「悲願叶えた高麗人参 -松江-」（1994年） - 成瀬十内
  - 第25部（1997年）
    - 第13話「若様の水門破り」 - 大中亀四郎
    - 第43話「世直し旅は日本晴れ」 - 梶原平九郎

  - 第26部 第23話「京の都に恋の花 -京都-」（1998年） - 風見又十郎
  - 第27部 第12話「津軽の飴は友の味 -青森-」（1999年） - 川田
  - 第28部 第34話「日本一の謎の影武者 -博多-」（2000年） - 板垣外記
- 将軍の隠密!影十八 第14話「うそ・情婦のできごころ」（1996年、テレビ朝日）
- 月曜ドラマスペシャル / 弁護士芸者のお座敷事件簿（1997年、TBS）-  裁判長
- 熱血!周作がゆく 第1話「一刀流一番手柄!」（2000年、テレビ朝日） - 竹田屋徳兵衛
- ギンザの恋 第3話「さよならベイビー」（2002年、読売テレビ）
- 女と愛とミステリー（TX）
  - 北アルプス雪山殺人迷路（2002年） - 及川啓介
  - 鬼子母の末裔（2003年） - 原島
- 八丁堀の七人3 第9話「獄門に笑う女! 牢内にすべての謎が…」（2002年、テレビ朝日） - 本庄又四郎
- 激漫ティービー / 激殺 女蠍野球団 〜愛しの甲子園〜（2004年、テレビ東京） - 星野金八
- 月曜ミステリー劇場（TBS）
  - 世直し公務員 ザ・公証人5（2005年）
  - 父が来た道（2005年）
- 水曜ミステリー9 / 警視庁黒豆コンビ2 蒼い霧（2006年、テレビ東京） - 安藤雄二
- 月曜ゴールデン / 黙秘（2006年、TBS）
- 花衣夢衣 第12回「運命の出会い」 - （2008年、THK） - 水上和幸
- ドラマ特別企画2011 / 帰郷（2011年、TBS）
- トクサツガガガ 最終回（2019年、NHK） - 書店 店主 [59]

### 映画
- 夜の歌謡シリーズ 長崎ブルース（1969年、東映）
- やくざ刑罰史 私刑!（1969年、東映） - 新吉役
- 組織暴力 兄弟盃（1969年、東映） - 大場組組員役
- 現代任侠道 兄弟分（1970年、東映）
- 花札賭博 猪の鹿三番勝負（1970年、東映） 藤井役
- 不良番長シリーズ（東映）
  - 不良番長 出たとこ勝負（1970年）
  - 不良番長 口から出まかせ（1970年） - タカシ役
- 現代ポルノ伝 先天性淫婦（1971年、東映） 本間洋一郎役
- 麻薬売春Gメン（1972年、東映） - 田村洋役
- 女番長シリーズ（東映）
  - 女番長ブルース 牝蜂の挑戦（1972年） 露木栄三役
  - 女番長 （1973年） - 手代木達夫
- 仮面ライダーシリーズ（東映）
  - 仮面ライダーV3対デストロン怪人（1973年） - 主演・風見志郎 / 仮面ライダーV3
  - 仮面ライダースーパー1 劇場版（1981年） - 仮面ライダーV3の声
  - 仮面ライダー THE FIRST（2005年） - 立花藤兵衛
  - オーズ・電王・オールライダー レッツゴー仮面ライダー（2011年） - 仮面ライダーV3の声、快傑ズバットの声
- 女必殺拳（1974年、東映） - 李万青
- スーパー戦隊シリーズ（東映）
  - 秘密戦隊ゴレンジャー 爆弾ハリケーン!（1976年） - 新命明 / アオレンジャー
  - ジャッカー電撃隊VSゴレンジャー（1978年） - 番場壮吉 / ビッグワン、アオレンジャーの声
  - 超力戦隊オーレンジャー 劇場版（1995年） - 三浦参謀長
  - ゴーカイジャー ゴセイジャー スーパー戦隊199ヒーロー大決戦（2011年） - 番場壮吉 / ビッグワン、アオレンジャーの声
- トラック野郎・天下御免（1976年、東映） - 春日 [注釈 6]
- 姿三四郎（1977年、東宝） - 檜垣源三郎
- 惑星大戦争（1977年、東宝） - 冬木和夫[62][7]
- 赤穂城断絶（1978年、東映） - 萓野三平
- その後の仁義なき戦い（1979年、東映） - 尾沢刑事
- 真田幸村の謀略（1979年、東映） - 長曽我部盛親
- 獣たちの熱い眠り（1981年、東映） - 中田明夫
- ハイティーン・ブギ（1982年、東宝） - レーシングチーム監督
- 夏の秘密（1982年、松竹） - 矢野刑事
- 誘拐報道（1982年、東映） - A社キャップ
- 制覇（1982年、東映） - 吉田
- 北の蛍（1984年、東映） - 海野治作
- 修羅の群れ（1984年、東映） - 石河組幹部 宮元広一
- 大奥十八景（1986年、東映） - 徳川綱吉
- 首都消失（1987年、東宝） - 外信部デスク
- 借王（シャッキング）The Movie 2000（2000年、日活） - 石原
- 平成金融道・マルヒの女（2000年、東映） - 武田
- 実録・夜桜銀次2（2001年、東映）
- 実録ヒットマン〜妻その愛〜（2002年、東映） - 松波組組長
- 実録ヒットマン〜北海の虎・望郷〜（2003年、東映） - 夏目吾一
- サイバーシスターズD3（2004年、キックファクトリー） - 南條真一 教授
- ゲーム☆アクション（2009年、ローソンエンターメディア） - 主演・大河航
- 縁 -enishi-（2011年、『縁- enishi-』製作委員会） - 堂上到
- 死ガ二人ヲワカツマデ…[63]（2012年、日活）
- ハピネス イン リトル プレイス（2012年、Matsumura Film）
- ひとつの空（2024年、ボーダレスナイン / PEEPS）[64]

### オリジナルビデオ
- ウルトラマンVS仮面ライダー（1993年、東映 / 円谷プロダクション / 東映ビデオ）
- ザ・格闘王（1994年、東映ビデオ）
- 極道の門 二代目・流血の盃（1995年、タキコーポレーション）
- 極道の門 最後の首領（1995年、タキコーポレーション）
- 日本極道史・残侠の盃（1995年、SHSプロジェクト）
- 東京魔悲夜（1995年、タキコーポレーション）
- スーパー戦隊Vシネマ（東映ビデオ）
  - 超力戦隊オーレンジャー スーパービデオ 隊員手帳
  - 超力戦隊オーレンジャー オーレVSカクレンジャー（1996年） - 三浦参謀長
  - 激走戦隊カーレンジャーVSオーレンジャー（1997年） - 三浦参謀長
  - 百獣戦隊ガオレンジャーVSスーパー戦隊（2001年）- 番場壮吉 / ビッグワン
- 東京魔悲夜2（1996年、タキコーポレーション）
- 魔界転生（1996年  宮本武蔵 ギャガ・コミュニケーションズ
- 新・第三の極道（1996年、ミュージアム）
- 新ピイナッツ（1997年、ポニーキャニオン）
- サインはストレート（1997年、埼玉県教育委員会） - 秋山俊作
- 日本暴力地帯2（1998年、ミュージアム）
- 借王（シャッキング）狙われた学園（2001年、日活）
- 誇り高き野望（2005年、アネック） - 鬼倉洋介
  - 誇り高き野望
  - 誇り高き野望4
  - 誇り高き野望5
  - 誇り高き野望6
- 宮内洋探検隊の超常現象シリーズ（2007年、角川ヘラルド映画）
- 仁義51 〜血と掟編〜（2009年、松竹）
- 日本やくざ抗争史～広島抗争～（2015年、オールインエンタテインメント）
- 日本やくざ抗争史～広島抗争2～（2015年、オールインエンタテインメント）
- 日本統一（2015年、オールインエンタテインメント） - 西日本睦会会長・玄誠会会長 高坂玄
  - 日本統一9
  - 日本統一10
  - 日本統一11

### 舞台
- 河内山宗俊（1983年、京都南座）
- 雪之丞変化（1986年、コマ・プロダクション／1987年、中日劇場）
- そうでしょうか（1987年、俳優座）
- 花と龍（1988年 コマ・プロダクション）
- 通天閣高い（1988年、京唄子劇団）
- 女座長の唄（1989年 京唄子劇団）
- 恋の連舞（1989年、コマ・プロダクション）
- 雪之丞変化（1990年 京唄子劇団）
- 滝の白糸（1990年、コマ・プロダクション）
- 嫁と旅役者（1991年、京唄子劇団）
- 女ねずみ小僧異聞 天命燃ゆ（1991年、コマ・プロダクション）
- 川びらきと祝囃子（1991年、京唄子劇団）
- 赤い風車と花笠道中（1993年、京唄子劇団）
- 晴姿若様剣法（1994年、コマ・プロダクション）
- 絢爛義経絵巻（1995年、コマ・プロダクション）
- ドラキュラ・イン・ジャパン 愛・時をこえて（1997年、御園座・新歌舞伎座）
- 花嫁衣裳（1997年、京唄子劇団）
- 海道一の暴れん坊 石松道中双六（1998年、京唄子劇団）
- 石松初恋旅（2000年、明治座）
- 立春なみだ橋（2002年、明治座）
- ザ・ドリフ3/5 夢の芝浜繁盛記（2005年、御園座）
- おゆき（2006年、御園座）
- ティーチャーズ〜職員室より愛をこめて〜（2007年・2009年、東映＝梅田芸術劇場）
- 緋牡丹お竜（2008年、新歌舞伎座）
- 女優（2010年、ヒューマンピクチャーズ）
- 奇々怪々〜老ノ坂のもののけ達〜（2013年、カートプロモーション）
- to U 〜友情を超えた狂気を君に贈る〜（2014年、ライラックプロモーション）
- トウキョウ演劇倶楽部プロデュース公演Vol.7/ ブラックジャックによろしく〜がん患者編〜（2014年、六行会ホール）
- 音楽劇 赤毛のアン（2015年、国連クラシックライブ協会）
- カフェ・パラダイス（2016年、Office ENDLESS）

### その他のテレビ番組
- 深夜戦隊ガリンペロ（2002年 - 2003年、フジテレビ） - レギュラー

### ゲーム
- 仮面ライダー作戦ファイル2（1995年） - 風見志郎 / 仮面ライダーV3
- スーパーヒーロー作戦（1999年） - 早川健 / ズバット
- 仮面ライダーV3（2000年） - 風見志郎 / 仮面ライダーV3
- 仮面ライダー 正義の系譜（2003年） - 風見志郎 / 仮面ライダーV3
- 宇宙刑事魂（2006年） - 宇宙刑事アラン

### パチスロ・パチンコ
- 仮面ライダーDX（2007年） - 風見志郎 / 仮面ライダーV3
- CRぱちんこ仮面ライダーV3（2013年） - 風見志郎 / 仮面ライダーV3

### CM
- バンダイ DXソリッドステイツ-I - 正木俊介
- バンプレスト スーパーヒーロー作戦（1999年） - 早川健
- バンプレスト スーパーヒーロー作戦 ダイダルの野望（2000年） - 風見志郎、早川健（二役）

### ミュージック・ビデオ
- アイドリング!!!「My Fate」[65]

### 玩具
- COMPLETE SELECTION MODIFICATION 変身ベルト・ダブルタイフーン（2024年1月） - 風見志郎 / 仮面ライダーV3

## 音楽
シングル
- 夜霧の世界（1971年、テイチク） - B面、孤独のうた。
- 戦え! 仮面ライダーV3（1973年、日本コロムビア） - 『仮面ライダーV3』主題歌。B面、少年仮面ライダー隊の歌（歌 / 水木一郎、コロムビアゆりかご会）。
- 出逢い（1976年、ポリドール） - B面、まごころの時。
- 二人の地平線（1977年、日本コロムビア） - 『快傑ズバット』挿入歌。男はひとり道をゆく（歌 / 水木一郎）とともに、地獄のズバット（歌 / 水木一郎）のB面に収録。
- ありがとよ（1980年、ビクター） - B面、旅に行っておいで。

アルバム
- 特警ウインスペクター ヒット曲集（1990年、日本コロムビア） - 挿入歌「燃やせ! 瞳を」
- 石ノ森章太郎 男も泣けるTV主題歌集（1998年、テイチク） - 「地獄のズバット」

## 著書
- 宮内洋『ヒーロー神髄』風塵社、1998年。ISBN 9784938733551。 ※芸能生活30周年記念出版。ヒーロー = 宮内洋と、人間 = 宮内洋の両面を披露